# U-554
U-554 je bila nemška vojaška podmornica Kriegsmarine, ki je bila dejavna med drugo svetovno vojno.

## Zgodovina
Posadka je podmornico 2. maja 1945 namerno potopila v Wilhelmshavnu.

## Poveljniki
| Poveljniki |                                   |                       |                                    |
| Št.        | Čin                               | Ime                   | Poveljstvo                         |
| 1.         | Kapitanporočnik (Kapitänleutnant) | Dietrich Lohmann      | 15. januar 1941 - 25. junij 1941   |
| 2.         | Oberleutnant zur See              | Heinz Stein           | 26. junij 1941 - marec 1942        |
| 3.         | Oberleutnant zur See              | Claus von Trotha      | marec 1942 - september 1942        |
| 4.         | Kapitanporočnik (Kapitänleutnant) | Karl-Hartwig Sieboid  | 14. november 1942 - 2. julij 1944  |
| 5.         | Oberleutnant zur See              | Gottfried Stolzenburg | julij 1944 - 18. november 1944     |
| 6.         | Kapitanporočnik (Kapitänleutnant) | Ernst-Wolfgang Rave   | 19. november 1944 - 22. marec 1945 |
| 7.         | Oberleutnant zur See              | Werner Remus          | marec 1945 - 2. maj 1945           |

## Tehnični podatki
| Kategorije                                    | Podatki                       |
| --------------------------------------------- | ----------------------------- |
| Teža (t): na površju pod površjem polna Teža  | 769 871 1.070                 |
| Dolžina (m) - tlačni trup (m)                 | 67,10 - 50,50                 |
| Širina (m) - tlačni trup (m)                  | 6,20 - 4,70                   |
| Izpodriv (m)                                  | 4,74                          |
| Višina (m)                                    | 9,6                           |
| Moč (hp): na površju pod podvršjem            | 3.200 750                     |
| Hitrost (vozlov): na površju pod podvršjem    | 17,7 7,6                      |
| Doseg (milja/vozel): na površju pod podvršjem | 8.500/10 80/4                 |
| Torpeda/Torpedne cevi                         | 14/5 (4 na premcu, 1 na krmi) |
| Krovni top (mm)                               | 88                            |
| Mine                                          | 26 TMA                        |
| Posadka                                       | 44-52                         |
| Maksimalni potop (m)                          | 220                           |